# Michael Gandolfini
Michael Gandolfini (10 de mayo de 1999) es un actor estadounidense. Hizo su debut en la película Ocean's 8 en 2018 y un año después fue elegido para interpretar el papel de Tony Soprano en The Many Saints of Newark (2021), una precuela de la serie Los Soprano interpretando a la versión más joven del personaje una vez interpretado por su padre.

## Biografía
Gandolfini nació en 1999, hijo del actor James Gandolfini y de Marcy Wudarski. Después de la muerte de su padre en 2013, decidió iniciar una carrera en la actuación, apareciendo inicialmente en el seriado The Deuce de HBO y en el filme Ocean's 8, ambos en 2018. Un año después fue escogido para interpretar el rol de Tony Soprano (papel interpretado por su padre durante todas las temporadas de la serie Los Soprano), en el filme The Many Saints of Newark, estrenado en 2021. El mismo año apareció en el largometraje Cherry, dirigido por los hermanos Russo.

## Filmografía

### Cine
| Año  | Título                         | Papel            | Notas |
| ---- | ------------------------------ | ---------------- | ----- |
| 2018 | Ocean's 8                      | Chico en el bus  |       |
| 2019 | The Boy, the Dog and the Clown | Weston           |       |
| 2021 | Cherry                         | Joe              |       |
| 2021 | The Many Saints of Newark      | Tony Soprano     |       |
| 2022 | The Gray Man                   |                  |       |
| 2023 | Beau tiene miedo               | Hijo de Beau     |       |
| 2023 | Landscape with Invisible Hand  | Hunter Marsh     |       |
| 2024 | Bob Marley: One Love           | TBA              |       |
| 2025 | Warfare                        | Capitán McDonald |       |

### Televisión
| Año       | Título                                | Papel        | Notas                    |
| --------- | ------------------------------------- | ------------ | ------------------------ |
| 2013      | James Gandolfini: Tribute to a Friend | Él mismo     | Documental de televisión |
| 2018–2019 | The Deuce                             | Joey Dwyer   | 10 episodios             |
| 2020      | Acting for a Cause                    | Benvolio     | 1 episodio               |
| 2022      | The Offer                             | Andy Calhoun | 1 episodio               |
| 2025      | Daredevil: Born Again                 | Daniel Blake |                          |